# Thestor epiphania
Thestor epiphania är en fjärilsart som beskrevs av Herrich-Schäffer 1850. Thestor epiphania ingår i släktet Thestor och familjen juvelvingar. Inga underarter finns listade i Catalogue of Life.